# 黄连山秋海棠
黄连山秋海棠（学名：[Begonia coptidimontana] 错误：{{Lang}}：文本有斜体标记（帮助））为秋海棠科秋海棠属的植物，为中国的特有植物。分布于中国大陆的云南等地，生长于海拔1,750米至1,825米的地区，常生于芭蕉灌丛下草丛中、山坡地或山坡密林下阴湿处石缝蝇，目前已由人工引种栽培。